# Lucas Chevalier
Lucas Chevalier (Calais, 6 de noviembre de 2001) es un futbolista francés que juega como portero en el Paris Saint-Germain F. C. de la Ligue 1.

## Trayectoria
Es canterano del Lille O. S. C. Fue el tercer portero del club por detrás de Mike Maignan y Orestis Karnezis durante la temporada 2020-21, en la que ganaron el título de liga. En julio de 2021, se incorporó al Valenciennes F. C. en calidad de cedido por una temporada. Debutó como profesional con el club el 18 de septiembre de 2021 en un empate a uno contra el Pau F. C.
El 10 de septiembre de 2022 debutó como profesional con el club de su infancia con una gran actuación contra el Olympique de Marsella. Unas semanas más tarde, el 9 de octubre, detuvo un penalti y realizó paradas decisivas en la victoria por 1-0 del Lille en casa contra su rival del Derby du Nord, el R. C. Lens. Fue elogiado por su actuación, que le valió una puntuación de 8/10 en La Voix du Nord y un puesto en el Equipo de la Semana de L'Équipe. Tras el partido, contó al comentarista de Prime Video Sport Thierry Henry que el ex portero del Lille Mike Maignan le telefoneó antes del encuentro para aconsejarle y animarle. En enero de 2023 amplió su contrato con el Lille hasta junio de 2027.
El 9 de agosto de 2025 se anunció su fichaje por el Paris Saint-Germain F. C. hasta 2030.

## Selección nacional
Fue internacional en categorías inferiores con Francia, en las que participó en amistosos con las selecciones sub-16 y sub-18.
En noviembre de 2024 fue convocado por primera vez con la selección absoluta para dos partidos ante Israel e Italia de la Liga de Naciones de la UEFA 2024-25, acudiendo también a la fase final del torneo.

## Estadísticas

### Clubes
Actualizado al último partido disputado el 5 de noviembre de 2024.
| Lille O. S. C. II Francia             | 4.ª           | 2018-19       | 19  | 19  | — | — | —  | —  | 19  | 19  |
| Lille O. S. C. II Francia             | 4.ª           | 2019-20       | 17  | 19  | — | — | —  | —  | 17  | 19  |
| Lille O. S. C. II Francia             | 5.ª           | 2020-21       | 1   | 1   | — | — | —  | —  | 1   | 1   |
| Valenciennes F. C. II Francia         | 5.ª           | 2021-22       | 1   | 1   | — | — | —  | —  | 1   | 1   |
| Valenciennes F. C. II Francia         | Total club    | Total club    | 1   | 1   | 0 | 0 | 0  | 0  | 1   | 1   |
| Valenciennes F. C. Francia            | 2.ª           | 2021-22       | 30  | 35  | 0 | 0 | —  | —  | 30  | 35  |
| Valenciennes F. C. Francia            | Total club    | Total club    | 30  | 35  | 0 | 0 | 0  | 0  | 30  | 35  |
| Lille O. S. C. II Francia             | 5.ª           | 2022-23       | 1   | 3   | — | — | —  | —  | 1   | 3   |
| Lille O. S. C. II Francia             | Total club    | Total club    | 38  | 42  | 0 | 0 | 0  | 0  | 38  | 42  |
| Lille O. S. C. Francia                | 1.ª           | 2022-23       | 32  | 31  | 3 | 2 | —  | —  | 35  | 33  |
| Lille O. S. C. Francia                | 1.ª           | 2023-24       | 33  | 32  | 2 | 2 | 9  | 7  | 44  | 41  |
| Lille O. S. C. Francia                | 1.ª           | 2024-25       | 10  | 9   | 0 | 0 | 8  | 8  | 18  | 17  |
| Lille O. S. C. Francia                | Total club    | Total club    | 75  | 72  | 5 | 4 | 17 | 15 | 97  | 91  |
| Total carrera                         | Total carrera | Total carrera | 144 | 150 | 5 | 4 | 17 | 15 | 166 | 169 |
| (1) Hace referencia a goles encajados |               |               |     |     |   |   |    |    |     |     |

## Palmarés

### Títulos internacionales
| Título               | Equipo                    | Sede  | Año  |
| -------------------- | ------------------------- | ----- | ---- |
| Supercopa de la UEFA | Paris Saint-Germain F. C. | Údine | 2025 |